# Віра Боднарук
Віра Боднарук, до шлюбу Лукаш (22 жовтня 1939, Донбас, УРСР) — українська мистецтвознавиця, громадська діячка, письменниця в діаспорі.

## Біографія
З 1943 р. в еміграції, з 1950 р. у США. Здобула ступінь бакалавра у коледжі Монмавт (1961 р.), потім ступінь магістра зі славістики і літератури в Чикаго (1963 р.), з мистецтвознавства — в університеті Говернорса (1983 р.). Викладала українську мову в університеті в Чикаго. Була вчителькою українознавчих шкіл, директором «Рідної школи» (1986—1988), працює в Інституті модерного мистецтва в Чикаго. З 1990 р. виконує обов'язки інспектора «Рідної школи», голова Товариства української мови в Чикаго.

## З творчого доробку
- Мости в Україну / Укладачі: Володимир Білецький, Віра Боднарук, Богдан Боднарук. — Донецьк: Український культурологічний центр, Східний видавничий дім. — 2005. — 116 с.
- Лукаш-Боднарук В. По Південній Америці // Молода Україна. — 1969. — Ч. 170. — С. 13-14, 16-18.
- Літературні вечори в Українському Інституті Модерного Мистецтва Чикаго, 1973—2006// Укладачі: Віра Боднарук, Володимир Білецький. — Донецьк: Український культурологічний центр, 2006. — 140 с.
- Мости в Україну: нариси з історії Товариства Української мови (Чикаго). Видання друге / Товариство Української Мови (Чикаго), Український культурологічний центр; укладачі: В. Боднарук, В. Білецький, Б. Боднарук. — Донецьк: Український культурологічний центр, Східний видавничий дім, 2013. — 116 с. Формат А4. Іл.